# Leugens (Josylvio)
Leugens is een lied van de Nederlandse rapper Josylvio in samenwerking met de Nederlandse rapper Sam J'taime. Het stond in 2021 als twaalfde track op het album Abu Omar van Josylvio.

## Achtergrond
Leugens is geschreven door Joost Theo Sylvio Yussef Abdelgalil Dowib, Marlon van der Hout en Samir van der Pol en geproduceerd door Chievva. Het is een nummer dat past in de genres nederhop en trap. Het lied is een kritieklied op de leugens en andere onwaarheden die de media volgens de rappers verkondigen.
Het was de eerste en anno 2023 de enige hit die de artiesten samen hebben. De samenwerking kwam tot stand via het label Hella Cash van Josylvio, waar Sam J'taime sinds september 2020 was aangesloten. Dat Josylvio met Leugens een bescheiden hit had is opvallend, aangezien hij in 2021 ook al een lied met dezelfde titel uitbracht, toen in samenwerking met Lauwtje en Esko.

## Hitnoteringen
Ondanks dat het lied niet als single was uitgebracht, hadden de artiesten toch bescheiden succes met het lied in Nederland. Het stond op de 78e plaats van de Single Top 100 in de enige week dat het in deze hitlijst te vinden was. De Top 40 en haar Tipparade werden niet bereikt.